# Alexander Agassiz
Alexander Agassiz o Alexandre Agassiz (Neuchâtel, Suïssa, 17 de desembre de 1835 - oceà Atlàntic, 27 de març de 1910) fou un zoòleg i biòleg marí estatunidenc d'origen suís, fill del també naturalista Louis Agassiz.
Fou el fundador del laboratori d'investigació biològica de Newport, a Rhode Island. Destacà per les seves investigacions sobre els asteroïdeus i els esculls coral·lins.
Morí durant una travessa marítima d'Egipte als Estats Units.